# Anne LaBastille
Anne LaBastille (Montclair, New Jersey, 20. studenog 1933. – Plattsburgh, New York, 1. srpnja 2011.) bila je američka spisateljica, ekologinja i fotografkinja. 
Bila je autor više od desetak knjiga, uključujući Woodswoman, Beyond Black Bear Lake i Women of the Wilderness. Također je napisala preko 150 članaka i više od 25 znanstvenih radova. Bila je nagrađena od strane organizacija World Wildlife Fund i Explorers Cluba za svoj pionirski rad u ekološkoj divljini u Sjedinjenim Američkim Državama i Gvatemali. Anne LaBastille je također autorica mnogih fotografija divljine, od kojih su mnoge objavljene u publikacijama o prirodi.
Anne LaBastille je doktorirala na Sveučilištu Cornell 1969. Započele je raditi kao dopisna spisateljica u nekoliko časopisa o divljini, uključujući Sierra Club i National Geographic. U 1970-ima postala je licencirani turistički vodič za ture u prirodi i rekreacijske aktivnosti. Održavala je radionice i predavanja u pustinji više od četrdeset godina, postala je član nekoliko organizacija za očuvanje planina Adirondack Mountains. Putovala je diljem svijeta i radila s mnogim neprofitnim organizacijama kako bi proučavala i ublažavala destruktivne učinke kiselih kiša i onečišćenja na jezerima i divljini.
Njene najpopularnije knjige s nazivom The Woodswoman bile su skup četiriju memoara koji su obuhvaćali četiri desetljeća njenoga života na planinama Adirondack i bilježili su njezin odnos s divljinom. Inspirirana knjigom Walden ili život u šumi, Anne LaBastille kupila je zemljište na rubu planinskog jezera u Adirondacku, gdje je 1964. godine sagradila kolibu. 